# 봉양정
봉양정(鳳陽亭)은 대한민국 충청북도 영동군 양산면에 있다. 1996년 4월 15일 영동군의 향토유적 제13호로 지정되었다.

## 개요
금운 이명주가 동문수학하던 13명과 함께 세운 정자로 현재의 건물은 1967년 중건한 것이다.